# Anna Grisebach

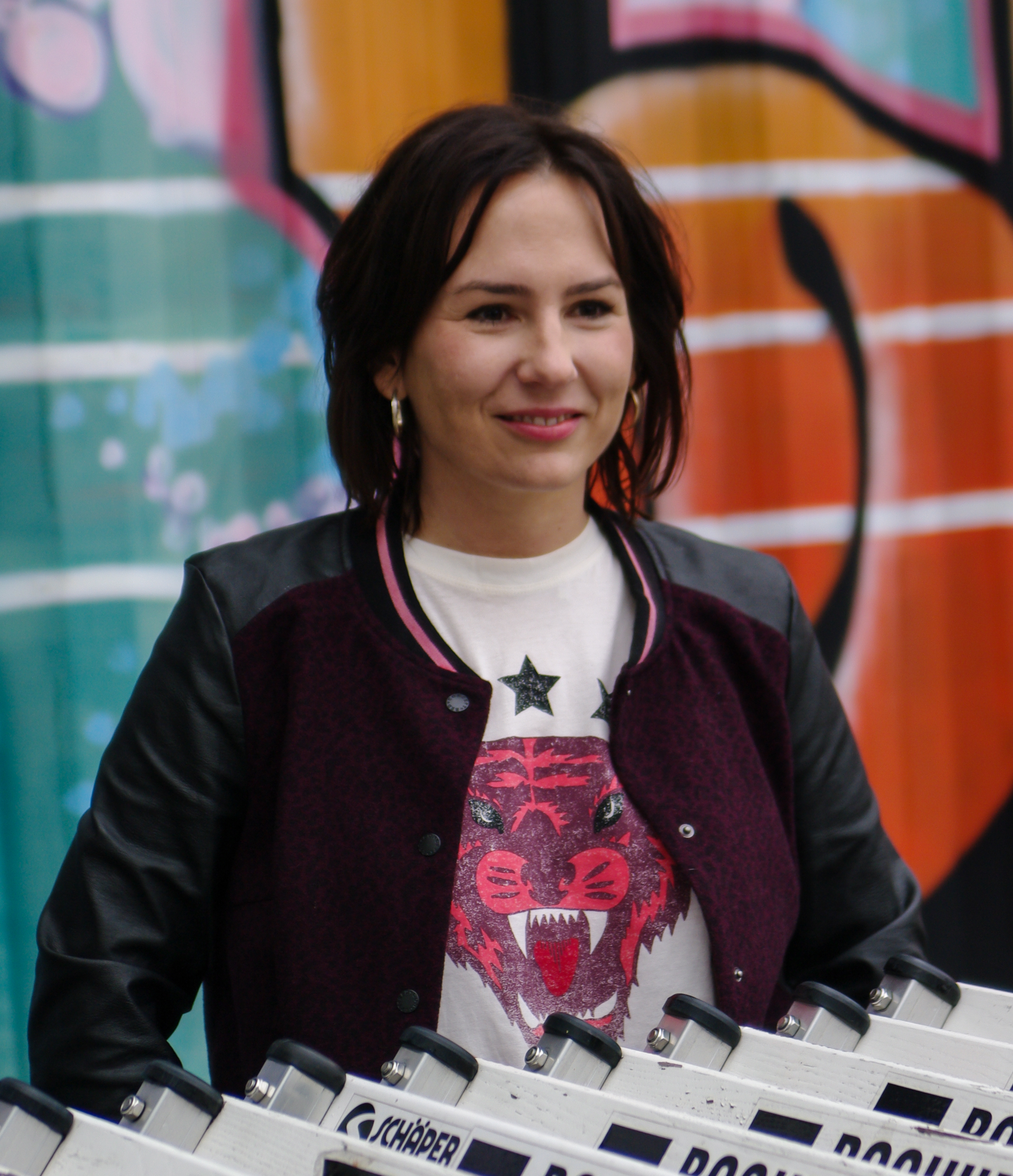
Anna Grisebach

Anna Grisebach (* 20. März 1974 in Göttingen), auch als Anna Griesebach gelistet, ist eine deutsche Schauspielerin, Hörbuch- und Synchronsprecherin.

## Werdegang
Anna Grisebach ist in Berlin aufgewachsen. Nach ihrem Abitur studierte sie von 1994 bis 1998 an der Bayerischen Theaterakademie August Everding in München sowie an der Hochschule für Musik und Theater in München.
1986 war Anna Grisebach als Berliner freche Göre auf der Titelseite vom Geo Special Berlin abgebildet.
Anna Grisebach ist die Schwester der Filmregisseurin Valeska Grisebach.

## Bühnenschauspielerin
Schon während des Studiums spielte sie am Residenztheater des Bayerischen Staatsschauspiels bei der Regisseurin Amelie Niermeyer und den Regisseuren Hans Neuenfels und Anselm Weber. Von 1999 bis 2004 spielte sie unter der Direktion von Crescentia Dünßer und Otto Kukla regelmäßig für das Neumarkt Theater in Zürich, so beispielsweise die Stücke Goodbye Lucy, Hello Lucy, Blick zurück im Zorn und Schnee im April.
Danach war sie für zwei Jahre am Theater Freiburg unter der Intendanz von Amelie Niermeyer engagiert. Dort spielte sie u. a. die Luise in Kabale und Liebe unter der Regie von Stephan Rottkamp und war auch im Der Räuber Hotzenplotz als Kaspar zu sehen.
Seit 2006 arbeitet Anna Grisebach als Schauspielerin u. a. als Gast am Schauspielhaus Düsseldorf, Schauspiel Frankfurt, Ernst-Deutsch-Theater in Hamburg und am Maxim-Gorki-Theater in Berlin. 2011 war sie als Mascha in den Drei Schwestern am Schauspielhaus Bochum zu sehen.
Von 2011 bis 2015 spielte sie die Warja in Der Kirschgarten unter der Regie von Thorsten Lensing und Jan Hein. In dieser Produktion spielt sie mit Devid Striesow, Ursina Lardi, Joachim Król und Maria Hofstätter zusammen.

## Theaterrollen (Auswahl)
- Schauspielhaus Düsseldorf, 2006–2007: Elias Canetti: Hochzeit, Regie: Amélie Niermeyer (Rolle: Toni Gilz)
- Neumarkt-Theater Zürich, Oliver Bukowski: Goodbye Lucy, Hello Lucy
  - John Osborne: Blick zurück im Zorn
  - Sabine Harbeke: Schnee im April, Regie: Sabine Harbeke
- 2004–2006 Theater Freiburg, Friedrich Schiller: Kabale und Liebe, Regie: Stephan Rottkamp
  - Räuber Hotzenplotz (Rolle: Kaspar)
- Schauspielhaus Bochum, Anton Tschechow: Drei Schwestern (Rolle: Mascha)
- 2011–2015 Theater T1, Sophiensäle Berlin, Anton Tschechow: Der Kirschgarten, Regie: Thorsten Lensing und Jan Hein (Rolle: Warja)[3]

## Filmografie (Auswahl)
- 1990: Edgar, Hüter der Moral (Fernsehserie, 5 Folgen)
- 1992: Mutter mit 16
- 1998: Auch Männer brauchen Liebe

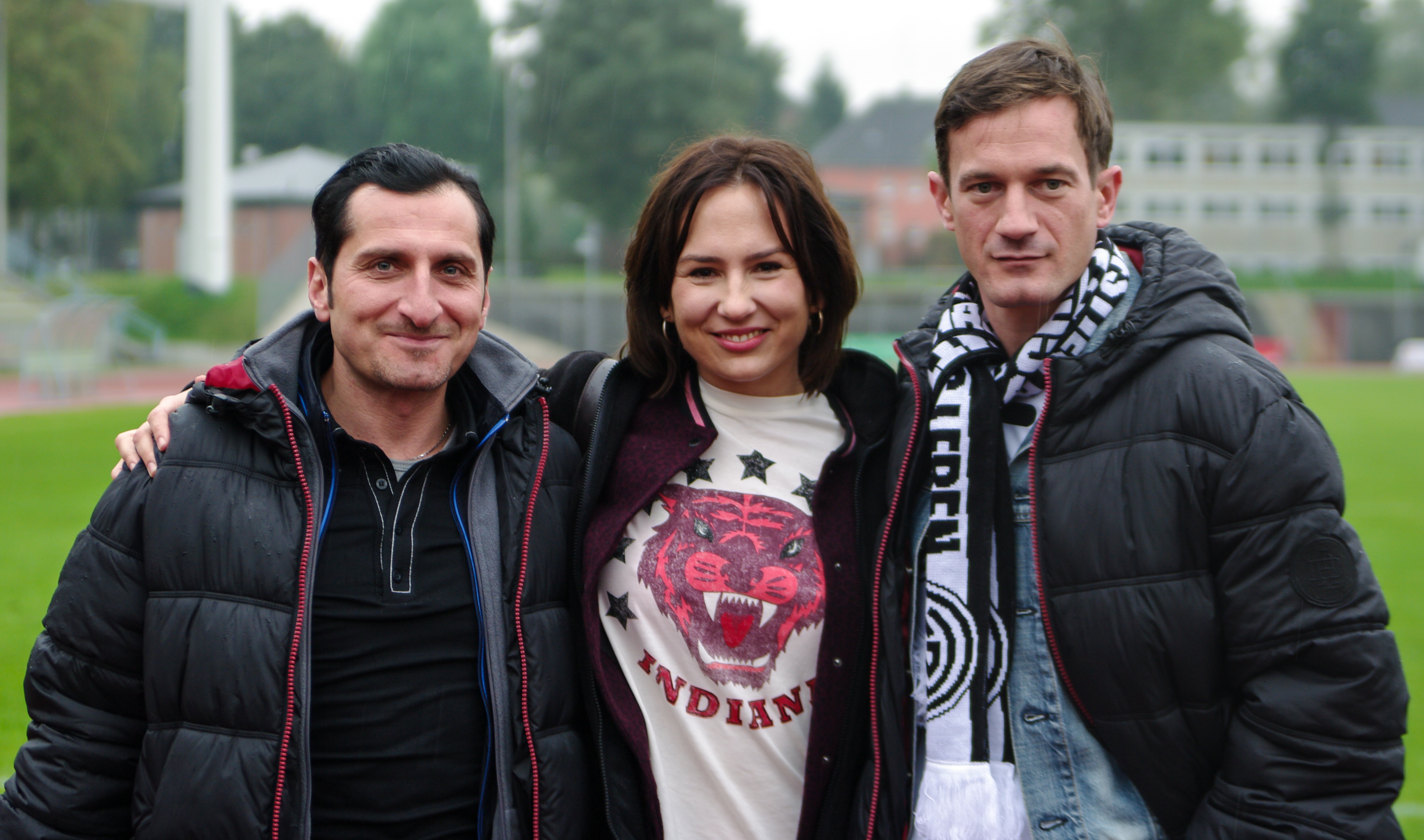
Die drei Hauptdarsteller von Heiter bis tödlich: Koslowski & Haferkamp: Tim Seyfi, Anna Grisebach und Sönke Möhring

- 2005: Tatort: Bienzle und der Tod in der Markthalle (Fernsehreihe)
- 2006: Schattenkinder
- 2008: Die Entdeckung der Currywurst (Kino)
- 2009: Tatort: Familienbande
- 2009: Frau Böhm sagt Nein
- 2010: Sind denn alle Männer Schweine?
- 2012: Überleben an der Wickelfront
- 2011–2021: Notruf Hafenkante (Fernsehserie, verschiedene Rollen, 4 Folgen)
- 2012: Letzte Spur Berlin (Fernsehserie, Folge Entzugserscheinungen)
- 2013: Der blinde Fleck (Kino)
- 2013: Heiter bis tödlich: Alles Klara (Fernsehserie, Folge Schachmatt)
- 2014: Nachthelle (Kino)
- 2014: Weiter als der Ozean
- 2014: Heiter bis tödlich: Koslowski & Haferkamp (Fernsehserie, 16 Folgen)
- 2015: Brandmal
- 2015: Die Maßnahme (Kino)
- 2015: Der Kriminalist (Fernsehserie, Folge Die Liebeslehrerin)
- 2017: Marie Brand und der Liebesmord (Fernsehreihe)
- 2017: Kommissarin Heller: Verdeckte Spuren (Fernsehreihe)
- 2017: In aller Freundschaft – Die jungen Ärzte (Fernsehserie, Folge Glückspilze)
- 2018: Tatort: Déjà-vu
- 2018: Friesland: Der Blaue Jan (Fernsehreihe)
- 2018: Tatort: Zeit der Frösche
- 2018: Der Lehrer (Fernsehserie, Folge Meinste so’n Tumor fragt erstmal nach’m Perso?)
- 2019: SOKO Wismar (Fernsehserie, Folge Über die Planke)
- 2019: Schuld (Fernsehserie, Folge Lydia)
- 2020: Die Hochzeit (Kino)
- 2020: Tonio & Julia: Dem Himmel so nah (Fernsehreihe)
- 2020: Käthe und ich: Papakind (Fernsehreihe, 1 Folge)
- 2020–2021: Fritzie – Der Himmel muss warten (Fernsehserie, 11 Folgen)
- 2021: Morden im Norden (Fernsehserie, Folge Opfer)
- 2021: SOKO Köln (Fernsehserie, Folge: Zwei Väter)
- 2021: Bring mich nach Hause
- 2022: SOKO Stuttgart (Fernsehserie, Folge Geheime Verbindungen)
- 2022: Der Barcelona-Krimi: Der längste Tag (Fernsehreihe)
- 2022: Polizeiruf 110: Das Licht, das die Toten sehen (Fernsehreihe)
- 2022: Tatort: Flash
- 2022: In aller Freundschaft (Fernsehserie, Folge Widerstände)
- 2022: Kommissar Dupin: Bretonische Idylle (Fernsehreihe)
- 2022: Der Überfall (Fernsehserie, 6 Folgen)
- 2023: Mit Herz und Holly: Muttergefühle (Fernsehreihe)
- 2024: Die Kanzlei (Fernsehserie, Folge Leichte Beute)
- 2025: Nord bei Nordwest – Das Nolden-Haus

## Synchronarbeiten (Auswahl)
Isabelle Carré
- 2011: Die anonymen Romantiker als Angélique Delange
- 2014: Kinder haften für ihre Eltern als Antonella Lorca
- 2014: Zwischen allen Stühlen als Aurore
- 2015: Die Sprache des Herzens als Schwester Marguerite
- 2015: Die fast perfekte Welt der Pauline als Pauline
- 2018: Verratenes Glück als Marie Lemonnier

Freida Pinto
- 2008: Slumdog Millionär als Latika
- 2010: Miral als Miral
- 2011: Krieg der Götter als Phaedra
- 2013: Trishna als Trishna
- 2015: Knight of Cups als Helen

Michelle Williams
- 2005: Brokeback Mountain als Alma
- 2013: Take This Waltz als Margot
- 2015: Suite française – Melodie der Liebe als Lucille Angellier
- 2017: Greatest Showman als Charity Barnum

Gemma Chan
- 2011: Secret Diary of a Call Girl als Charlotte
- 2013: Death in Paradise als Jennifer Cheung

Lenora Crichlow
- 2012: Doctor Who als Cheen
- 2012: Death in Paradise als Sgt. Lily Thomson

### Filme
- 2010: Emilie de Ravin als Ally Craig in Remember Me – Lebe den Augenblick
- 2010: Sharni Vinson als Natalie in Step Up 3D
- 2011: Àstrid Bergès-Frisbey als Syrena in Pirates of the Caribbean – Fremde Gezeiten
- 2015: Erika Sainte als Emilie in Familienbande
- 2015: Lucie Debay als Emma in Neun Tage im Winter
- 2015: Sophia Di Martino in A Royal Night – Ein königliches Vergnügen
- 2016: Kristen Schaal als Sandy in The Boss
- 2017: Stéphanie Crayencour als Juliette in Monsieur Pierre geht online
- 2017: Jessica Grabowsky als Kaija Laaksonen in Tom of Finland
- 2020: Jessie Buckley als Königin Victoria in Die fantastische Reise des Dr. Dolittle
- 2020: Elisabeth Moss als Cecilia Kass in Der Unsichtbare
- 2021: Maya Rudolph als Linda Mitchell in Die Mitchells gegen die Maschinen

### Serien
- 2014: Alexandra Breckenridge als Brooke Alexander in Rake
- 2016–2022: Geneva Carr als Marissa Morgan in Bull
- 2007–2011: Kirsty Lee Allan als Köchin Rebecca „Bomber“ Brown in Sea Patrol
- 2014–2020: Aliette Opheim als Jonna Waldemar in Tjockare än vatten

## Hörbücher und Hörspiele
- 2009: Heath Ledger – The Last Days, Hörbuch nach der Biografie von Brian J. Robb, Verlag Birnenblatt, DNB 994137656
- 2011: Fluch der Karibik 4 – Fremde Gezeiten, Hörspiel nach den Filmdrehbüchern von Ted Elliott und Terry Rossio, Disney, DNB 1071961160
- 2012: Die Legende von Sleepy Hollow (Gruselkabinett 68), Hörspiel nach Washington Irving, Titania Medien, ISBN 978-3-7857-4717-9.
- 2012: Sherlock Holmes – Spurlos verschwunden (Die geheimen Fälle des Meisterdetektivs 6), Hörspiel nach Marc Gruppe, Titania Medien, ISBN 978-3-7857-4721-6